# Thymariodes areolaris
Thymariodes areolaris là một loài tò vò trong họ Ichneumonidae.